# 碳纳米管化学

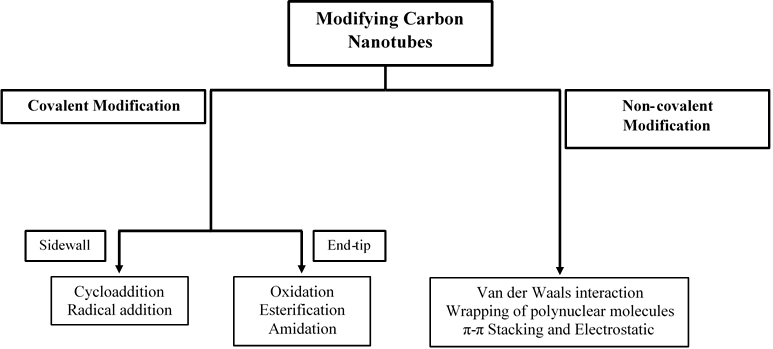
上图总结了碳纳米管化学改性的选项。

碳纳米管化学主要涉及改变碳纳米管化学性质的反应。碳纳米管功能化后能获得可用于多种应用的所需特性。碳纳米管功能化的两种主要方法是共价和非共价修饰。
由于其疏水性，碳纳米管容易团聚，阻碍其在溶剂或粘性聚合物熔体中的分散，故纳米管束或聚集体产物会降低最终复合材料的机械性能。可以通过化学修饰碳纳米管表面来降低疏水性并提高与本体聚合物的界面黏附力。

## 共价修饰

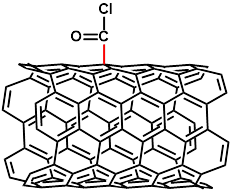
碳纳米管的共价修饰

共价修饰将官能团连接到碳纳米管上，这些官能团可以附着在碳纳米管的侧壁或末端。因为碳纳米管的端部具有较高的金字塔化角度，故反应活性高；与之相反，碳纳米管的壁具有较低的金字塔化角，反应活性较低。尽管共价修饰非常稳定，但由于键合过程形成了σ键，碳原子的sp2杂化会被破坏。破坏扩展的sp2杂化通常会降低碳纳米管的导电性能。

### 氧化
碳纳米管的纯化和氧化已在文献中得到很好的体现。这些工艺对于低产率的碳纳米管生产非常重要，其中碳颗粒、无定形碳颗粒和涂层不仅占总体材料的很大比例，还在引入表面官能团中有很大作用。在酸氧化过程中，石墨层的碳-碳键合网络被破坏，让羧基、酚基和内酯基团形式的氧单元得以引入。这些氧单元被广泛用于进一步化学功能化。
碳纳米管氧化的最初研究涉及与空气中的硝酸蒸气的气相反应，该反应不加区别地用羧基、羰基或羟基对碳纳米管进行官能化。在液相反应中，用硝酸或硝酸和硫酸的组合的氧化溶液处理碳纳米管可达到相同的效果。但是可能会发生过度氧化，导致碳纳米管被分解为碳质碎片。邢等人提出了一种用硫酸和硝酸对碳纳米管进行超声辅助氧化的方法，有效地实现了碳纳米管的功能化。在酸性溶液中发生氧化反应后，用过氧化氢处理限制了对碳纳米管网络的损害。使用发烟硫酸（100% H2SO4和3% SO3）和硝酸能以可扩展的方式缩短单壁碳纳米管。 硝酸切割碳纳米管，而发烟硫酸则形成通道。
在一种化学修饰方法中，苯胺被氧化成重氮中间体。脱除氮后，形成芳基共价键：

### 酯化/酰胺化
大多数酯化和酰胺化反应都使用羧基作为前体，使用亚硫酰氯或草酰氯将羧基转化为酰氯，然后与所需的酰胺、胺或醇反应。胺化反应可以将纳米银颗粒沉积在碳纳米管上。酰胺官能化碳纳米管已被证明可以螯合纳米银颗粒。用酰氯修饰的碳纳米管很容易与高度支化的分子（例如聚酰胺胺）反应，这些支化的分子可以充当银离子的模板，之后被甲醛还原。氨基改性的碳纳米管可以通过乙二胺与酰氯官能化的碳纳米管反应来制备。

### 卤化反应
碳纳米管可以用过氧三氟乙酸处理，主要给出羧酸和三氟乙酸官能团。通过取代反应，氟化碳纳米管可以用脲、胍、硫脲和氨基硅烷进一步官能化。利用汉斯狄克反应，用硝酸处理的碳纳米管可以与二乙酸碘苯反应生成碘化碳纳米管。

### 环加成反应
我们还已知环加成反应的方案，例如狄尔斯–阿尔德反应、甲亚碱叶立德的1,3-偶极环加成反应和叠氮-炔环加成反应。一个例子是六羰基铬和高压辅助下的D-A反应。与丹尼謝夫斯基雙烯反应的ID/IG比为2.6。
最著名的1,3环加成反应涉及偶氮甲碱叶立德与碳纳米管的反应，该反应引起了人们的极大兴趣。吡咯烷环的加成可产生多种官能团，例如第二代聚（酰胺基胺）树枝状聚合物、酞菁加成物、全氟烷基硅烷基团、和氨基乙二醇基团。碳纳米管，尤其是氟化碳纳米管上可以发生狄尔斯环加成反应。已知它们会与二烯（例如2,3-二甲基-1,3-丁二烯、蒽和2-三甲基硅氧基-1,3-丁二烯）发生狄尔斯-阿尔德反应。

### 自由基加成

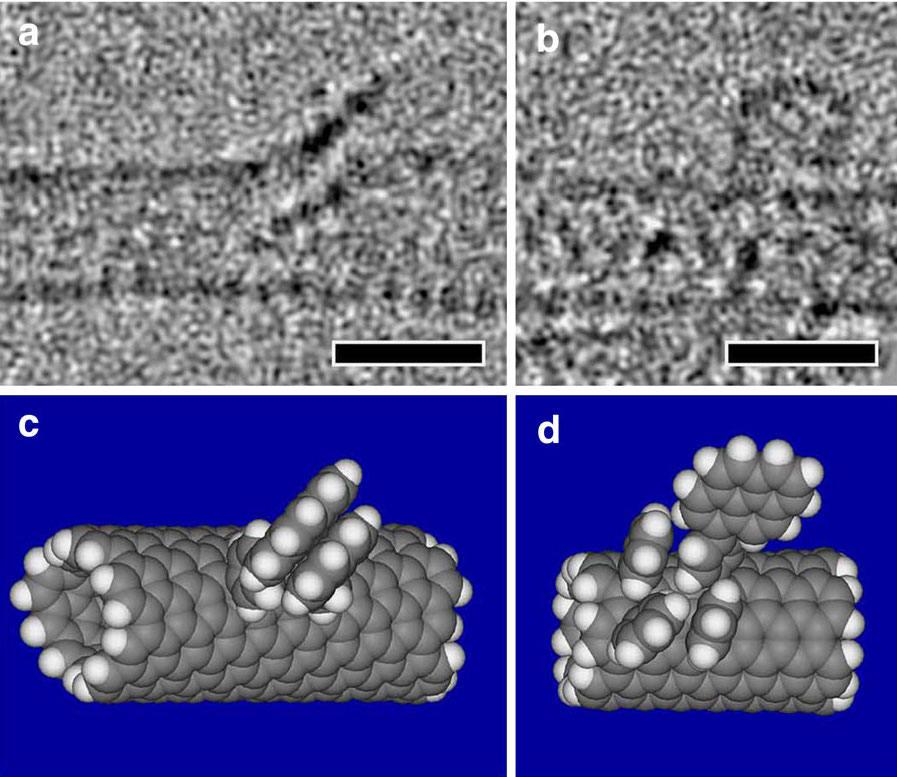
上图：显示碳纳米管与4-(1-芘基)苯基（a）及硼酸酯（b）相互作用的电子显微照片。下：对应模型。

Tour等人首先研究了芳基重氮盐对碳纳米管的改性。因为原位生成重氮化合物反应条件苛刻，所以人们探索了其他方法。 史蒂芬森等人报道了一种使用96%硫酸和过硫酸铵作为溶剂，使用亚硝酸钠取代苯胺生产中间体重氮盐来对单臂碳纳米管进行官能化的方法。Price等人证明，在水中搅拌碳纳米管并用苯胺和氧化剂处理是一种较温和的反应。重氮可以功能化碳纳米管，用作进一步修饰的前体。铃木反应和赫克偶联反应在碘苯基官能化碳纳米管上进行。Wong等人展示了用三甲氧基硅烷和六苯基二硅烷进行温和的光化学反应可将碳纳米管甲硅烷基化。

### 亲核加成
Hirsch等人用有机锂和有机镁化合物在碳纳米管上进行亲核加成。 通过在空气中进一步氧化，他们能够制造出烷基改性的碳纳米管。他们还能够通过生成氨基锂来展示胺的亲核加成，从而产生氨基修饰的碳纳米管。

### 亲电加成
纳米管还可以使用锂或钠金属和液氨用卤代烷烃进行烷基化（伯奇还原反应条件）初始纳米管盐可以作为聚合引发剂，并可以与过氧化物反应形成烷氧基官能化纳米管。
通过微波辐射对卤代烷进行亲电加成反应，证明了碳纳米管的烷基和羟基修饰可行。Tessonnier等人通过丁基锂去质子化并与氨基取代反应，用氨基修饰碳纳米管。Balaban等人在180°C下用硝基苯和氯化铝对碳纳米管进行傅里德-克拉夫茨酰化。

## 非共价修饰

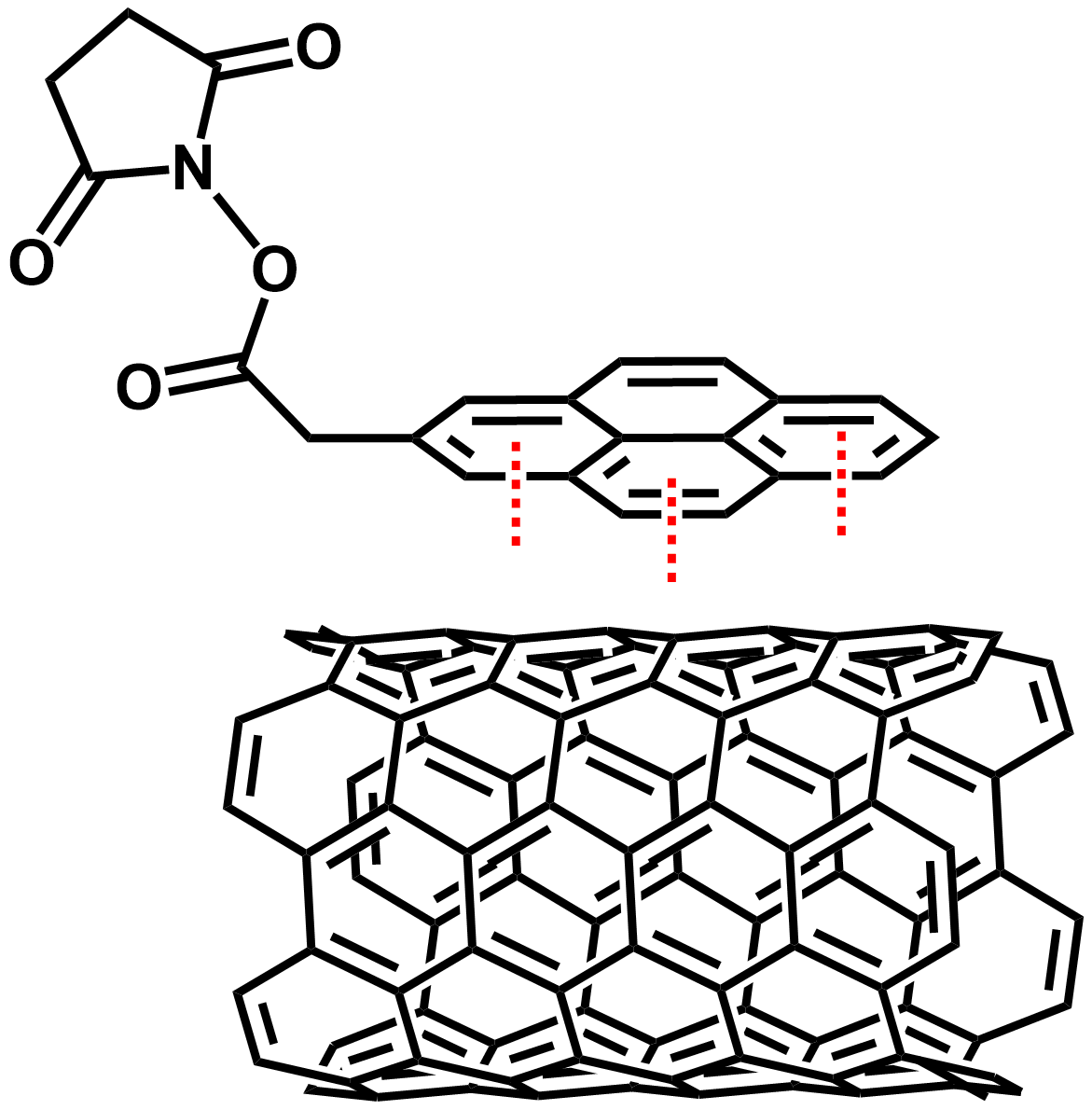
碳纳米管的非共价修饰

非共价修饰利用范德华力和π-π相互作用力吸附多核芳香族化合物、表面活性剂、聚合物或生物分子。非共价修饰不会以化学稳定性为代价破坏碳纳米管的自然构型，并且在固态下容易发生相分离。

### 多核芳香族化合物
碳纳米管疏水，故会用一些用亲水或疏水部分官能化的常见多核芳香族化合物把纳米管溶解到有机或水性溶剂中。 部分常用的两亲物包含苯基、萘、菲、芘和卟啉系统。与具有较差π-π堆积的苯基两亲物相比，较大的π-π堆积的芳香族两亲物（例如芘两亲物）具有最好的溶解度，可让纳米管在水中的溶解度变高。在对碳纳米管进行官能化之前，可以用氨基和羧酸基团对这些芳族体系进行修饰。

### 生物分子
鉴于碳纳米管潜在的生物学应用潜力，其与生物分子之间的相互作用已被广泛研究。通过自下而上的技术可以用蛋白质、碳水化合物和核酸对碳纳米管进行修饰。蛋白质由于其疏水或亲水的氨基酸多样性而对碳纳米管具有高亲和力。多糖已成功用于修饰碳纳米管，形成稳定的杂化物。为了使碳纳米管可溶于水，可使用磷脂，例如溶甘油磷脂。单尾磷脂可以缠绕住碳纳米管，但双尾磷脂不可以。

### π-π堆积和静电相互作用
具有双官能团的分子可用于修饰碳纳米管。分子的一端是多芳香族化合物，通过π-π堆积与碳纳米管相互作用。同一分子的另一端具有氨基、羧基或硫醇等官能团。例如，芘衍生物和芳基硫醇被用作各种金属纳米珠（如金、银和铂）的连接体。

### 机械联锁
非共价修饰的一个特殊情况是形成单壁碳纳米管（SWNT）的类轮烷机械互锁衍生物。该策略中，单壁碳纳米管被分子大环封装，分子大环有时在纳米管周围大环化，或在后期进行预成型。在机械互锁纳米管中，SWNT和有机大环通过其拓扑结构和机械键连接，结合了共价策略的稳定性（必须破坏至少一个共价键才能分离SWNT和大环）具有经典非共价策略的结构完整性，即SWNT的C-sp2网络保持完整。